# Kohei Shimizu
Kohei Shimizu (清水 航平 Shimizu Kohei?), född 30 april 1989 i Fukuoka prefektur, är en japansk fotbollsspelare.
Shimizu började sin karriär 2008 i Sanfrecce Hiroshima. Han spelade 132 ligamatcher för klubben. Med Sanfrecce Hiroshima vann han japanska ligan 2012, 2013 och 2015. 2017 flyttade han till Shimizu S-Pulse. Efter Shimizu S-Pulse spelade han för Ventforet Kofu. Han gick tillbaka till Sanfrecce Hiroshima 2019.